# Rose Dione
Claudine Rosalie Gras dite Rose Dione, née le 22 octobre 1878 à Dardilly (Rhône) et morte le 29 janvier 1936 à Los Angeles, est une actrice franco-américaine du cinéma muet.

## Biographie
Claudine Rosalie Gras naît le 22 octobre 1878 à Dardilly (Rhône) d'un père cultivateur et d'une mère couturière. En 1901, naît son fils Roger, puis elle part pour Paris, où elle épouse Louis Gervais le 17 septembre 1903. En 1909, sous le nom de Rose Dione, elle tourne son premier film, Joseph vendu par ses frères. Elle part aux États-Unis après la Première Guerre mondiale. En 1919, elle y tourne son premier film américain, Une idylle dans la tourmente. En 1920, elle s'installe à Los Angeles, où elle fait l'essentiel de sa carrière cinématographique, jusqu'en 1933.
Elle apparaît dans 68 films, dans lesquels elle souvent créditée sous les noms de Madame Rose ou de Madame Dione. Elle est considérée comme une vedette du cinéma muet, bien qu'elle n'ait jamais eu de premier rôle. Son rôle le plus connu est un de ses derniers, celui de Madame Tetralini dans La Monstrueuse Parade (Freaks) de Tod Browning (1932).
Rose Dione meurt le 29 janvier 1936 à Los Angeles.

## Filmographie partielle
- 1909 : Joseph vendu par ses frères (réalisateur anonyme), scénario de Paul Gavault et Georges Berr
- 1911 : Âme de traître (ou Fleur des maquis) de Georges Denola, d'après la nouvelle de Georges de Lys : Anna Dea
- 1913 : Par l'amour de Léonce Perret : la comtesse Maddalena
- 1916 : Héros de 1916 de Gaston Leprieur
- 1916 : La Joueuse d'orgue de Georges Denola, d'après le roman de Xavier de Montépin : Véronique Sellier
- 1917 : Les Frères corses d'André Antoine, d'après le roman d'Alexandre Dumas
- 1919 : Une idylle dans la tourmente (The World and Its Woman) de Frank Lloyd : Erina Rodina
- 1920 : Le Tour du monde d'un gamin irlandais (The Luck of the Irish) d'Allan Dwan : la femme de la rue Malay
- 1920 : Rêve et Réalité (Suds) de John Francis Dillon : Jeanne Didier
- 1920 : Le Chant du cygne (The Great Lover) de Frank Lloyd : Sabotini
- 1920 : Froufrous de soie (Silk Hosiery) de Fred Niblo : Mme Louise
- 1921 : Le Petit Lord Fauntleroy d'Alfred E. Green et Jack Pickford : Minna
- 1921 : Silent Years de Louis Gasnier
- 1921 : Cheated Love de King Baggot
- 1921 : Soyez ma femme (Be My Wife) de Max Linder
- 1922 : Omar the Tentmaker de James Young
- 1923 : Scaramouche de Rex Ingram : la Révolte
- 1923 : La Marchande de rêves (Drifting) de Tod Browning : Mme Polly Voo
- 1923 : Salomé de Charles Bryant : Hérodiade
- 1924 : Inez from Hollywood d'Alfred E. Green : Marie D'Albrecht
- 1924 : Mon homme (Shadows of Paris) de Herbert Brenon
- 1924 : Try and Get It de Cullen Tate (en)
- 1925 : One Year to Live d'Irving Cummings
- 1926 : Paris d'Edmund Goulding : Marcelle
- 1926 : Camille de Fred Niblo : Prudence
- 1926 : La Duchesse de Buffalo (The Duchess of Buffalo) de Sidney Franklin
- 1926 : The Girl from Montmartre d'Alfred E. Green
- 1926 : Mademoiselle Modiste de Robert Z. Leonard
- 1927 : L'Étrange Aventure du vagabond poète (The Beloved Rogue) d'Alan Crosland : Margot
- 1927 : Ragtime de Scott Pembroke
- 1928 : Le Figurant de la Gaîté (His Tiger Wife) de Hobart Henley
- 1928 : La Petite Dame du vestiaire (Naughty Baby) de Mervyn LeRoy
- 1928 : The Red Mark de James Cruze : Maman Caron
- 1929 : Hearts in Exile de Michael Curtiz : Marya
- 1930 : Le Beau Contrebandier (Women Everywhere) d'Alexander Korda : Zéphyrine
- 1931 : Nuit d'Espagne de Henry de La Falaise : Paula Vrain
- 1932 : La Monstrueuse Parade (Freaks) de Tod Browning : Mme Tetralini
- 1932 : The King Murder de Richard Thorpe : Miss Duval